# Кронштадтский морской кадетский военный корпус
Кроншта́дтский морско́й каде́тский вое́нный ко́рпус имени адмирала Ф. Ф. Ушакова Министе́рства оборо́ны Росси́йской Федера́ции — федеральное государственное казённое общеобразовательное учреждение, созданное для подготовки кадет к военной службе.
Находится в ведении Министерства обороны Российской Федерации. Расположено в Кронштадте. Основано в 1995 году. Продолжительность обучения — 7 лет.

## История
25 апреля 1995 года распоряжением мэра Санкт-Петербурга А. Собчака было учреждено государственное образовательное учреждение среднего (полного) общего образования — «Первый кадетский морской корпус» в Кронштадте. Корпус был создан во исполнение распоряжения Президента Российской Федерации от 3 апреля 1995 года № 155-рп «Об увеличении СВУ, НВМУ, КК в МО и МВД» и совместного решения Министра обороны РФ и мэра Санкт-Петербурга от 31 марта 1995 года.
1 октября 1995 года, после учебных сборов в посёлке Комарово первые 75 воспитанников 5—7 классов были зачислены в корпус. Занятия в отремонтированных помещениях зданиях корпуса в Кронштадте начались с 25 октября 1995 года.
22 ноября 1995 года Первый Заместитель Главнокомандующего ВМФ адмирал И. Касатонов вручил Знамя кадетскому корпусу. Этот день стал официальным праздником — Днём образования корпуса.

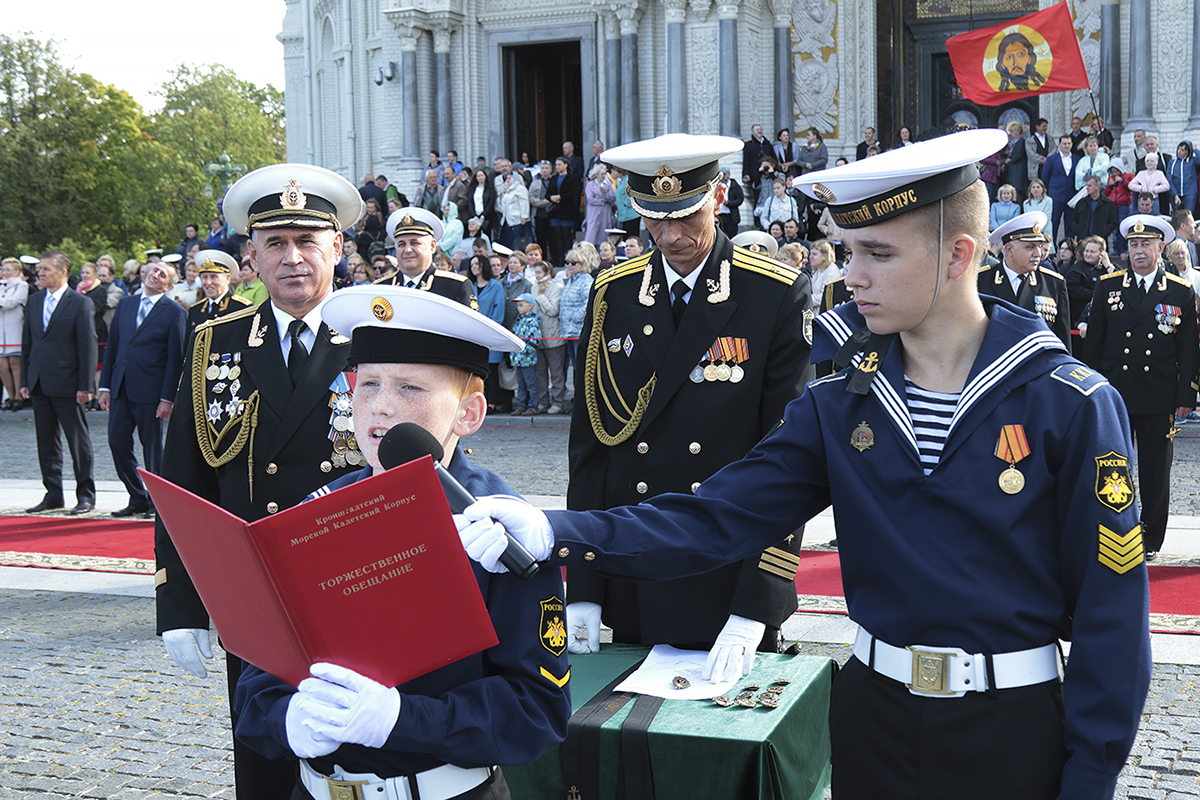
Церемония посвящения в кадеты учащихся нового набора в Кронштадтском морском кадетском военном корпусе. 15 сентября 2018

19 февраля 1996 года распоряжением Президента Российской Федерации Б. Ельциным Первый морской кадетский корпус был преобразован в Кронштадтский морской кадетский корпус и приобрёл статус военно-морского учебного заведения. Распоряжением был установлен семилетний срок обучения и за кадетским корпусом закреплена территория первого военного городка третьего учебного отряда подводного плавания в городе Кронштадте. Приказом Министра обороны РФ № 310 от 27 августа 1996 года была определена численность обучающихся в корпусе — 700 воспитанников.
В 2000 году состоялся первый выпуск корпуса — 57 человек. 1 декабря 2012 года Кронштадтскому морскому кадетскому военному корпусу Главнокомандующий ВМФ РФ адмирал В. Чирков вручил Боевое знамя.
17 июня 2015 года Приказом статс-секретаря — заместителя Министра обороны Российской Федерации № 552 «Об утверждении новых редакций Уставов федеральных государственных казённых общеобразовательных учреждений Министерства обороны Российской Федерации» с 19 августа 2015 года корпус стал именоваться «Кронштадтский морской кадетский военный корпус Министерства обороны Российской Федерации».
1 июля 2025 года распоряжением правительства Российской Федерации № 1748-р. Федеральному казённому государственному общеобразовательному учреждению «Кронштадтский морской кадетский военный корпус Министерства обороны Российской Федерации» присвоено почётное наименование «имени адмирала Ф. Ф. Ушакова» и впредь именовать его — федерально казённое государственное общеобразовательное учреждение «Кронштадтский морской кадетский военный корпус имени адмирала Ф. Ф. Ушакова Министерства обороны Российской Федерации». Документ был подписан электронной подписью председателя Правительства Российской Федерации М. Мишустиным.
Педагогический коллектив корпуса составляет более 130 человек, в том числе 63 воспитателя учебных рот. Начальником корпуса является кандидат педагогических наук, капитан 1 ранга запаса Довбешко Николай Васильевич.
Корпус имеет официальный герб и гимн.

## Общие сведения
В корпус на обучение принимаются только мальчики 10-11 лет, годные по состоянию здоровья и имеющие соответствующее образование.
Корпус имеет 28 учебных классов, 24 учебных кабинета. Кабинеты химии, физики и биологии оборудованы лабораториями, оснащёнными современным оборудованием. С седьмого класса кадеты изучают два иностранных языка: английский и немецкий. Корпус имеет актовый зал на 200 человек, библиотеку (50 тыс. книг) с читальным залом на 50 мест, спортивный комплекс и легкоатлетический стадион.
По окончании корпуса кадеты получают аттестат о среднем образовании и нагрудный знак с барельефом Петра Великого. Выпускники имеют право на льготных основаниях без экзаменов поступать в вузы Министерства обороны Российской Федерации.

## Награды
- Кубок Главнокомандующего ВМФ «Лучшее учебное заведение довузовской подготовки Военно-морского флота» — за успехи в учебно-воспитательной деятельности
- Грамота Главнокомандующего ВМФ — за высокие показатели в культурно-патриотической работе, успехи в развитии художественной самодеятельности, творческие достижения коллективов и исполнителей, воспитание всесторонне развитого молодого поколения защитников Отечества" (2013)
- Диплом Министра обороны Российской Федерации — за достижение высоких результатов в инновационном проекте «Старт в науку» (2015)
- Диплом Министра обороны Российской Федерации — за успешное выполнение поставленных задач в период работы Международного военно-технического форума «Армия-2015» (2015)[4]
- Кубок «Лучшему парадному расчету среди Довузовских образовательных организаций Министерства обороны Российской Федерации». Кубок был вручен Главнокомандующим Сухопутными войсками командиру парадного расчета — начальнику КМКВК Н. В. Довбешко.(2023)
- Константиновский знак — памятная награда, которая вручается лучшим выпускникам образовательных учреждений Военно-Морского Флота России (2018)
- Кубок «Лучшему парадному расчету среди Довузовских образовательных организаций Министерства обороны Российской Федерации». Кубок был вручен Главнокомандующим Сухопутными войсками командиру парадного расчета — начальнику КМКВК Н. В. Довбешко.(2024)